# Linda Király
Linda Király es una cantante de origen húngaro, nacida en New York, Estados Unidos. Canta en dos idiomas: húngaro e inglés. En diciembre de 2003 lanzó su primer CD de estudio titulado "#1", este álbum fue hecho en húngaro. Actualmente Linda está promocionando su nuevo y primer sencillo "Can't Let Go" de segundo disco de estudio y primero en inglés que lleva por título su propio nombre; este disco saldrá a la luz en 2008.

## Díscografía

### Álbumes
- "#1" (diciembre de 2003)
- "Linda Király" (2008)

### Singles
- "Szerelem utolsó vérig"
- "Clubsong" (#2 en MAHASZ Single Top 10, #7 en Top 40 Airplay)
- "Holla"
- "És mégis" (#25 en Top 40 Airplay)
- "Játszom, ahogyan lélegzem" (duet with Charlie) (#5 en Top 40 Airplay)
- "Olimpiai dal 2004" (duet with László Gáspár) (#2 en MAHASZ Single Top 10, #11 en Top 40 Airplay)
- "Can't Let Go" (#2 en MAHASZ Single Top 10)

## Más Información
- Official Hungarian site
- Official English site Archivado el 30 de noviembre de 2007 en Wayback Machine.

- Datos: Q724299